# نظریه میدان واحد
نظریه میدان واحد (Unified field theory) نوعی از نظریه میدان در فیزیک است که اجازه می‌دهد همه آن‌چه معمولاً به‌عنوان نیروهای بنیادی و ذرات بنیادی در نظر گرفته می‌شود در قالب یک جفت میدان فیزیکی و مجازی نوشته شوند. بر اساس اکتشافات مدرن در فیزیک، نیروها مستقیماً بین اجسام متقابل منتقل نمی‌شوند، بلکه توسط واسطه‌ای به نام میدان توصیف می‌شوند.